# Sisumut
Sisumut is een bestuurslaag in het regentschap Labuhan Batu Selatan van de provincie Noord-Sumatra, Indonesië. Sisumut telt 13.944 inwoners (volkstelling 2010).